# 히가시시나가와

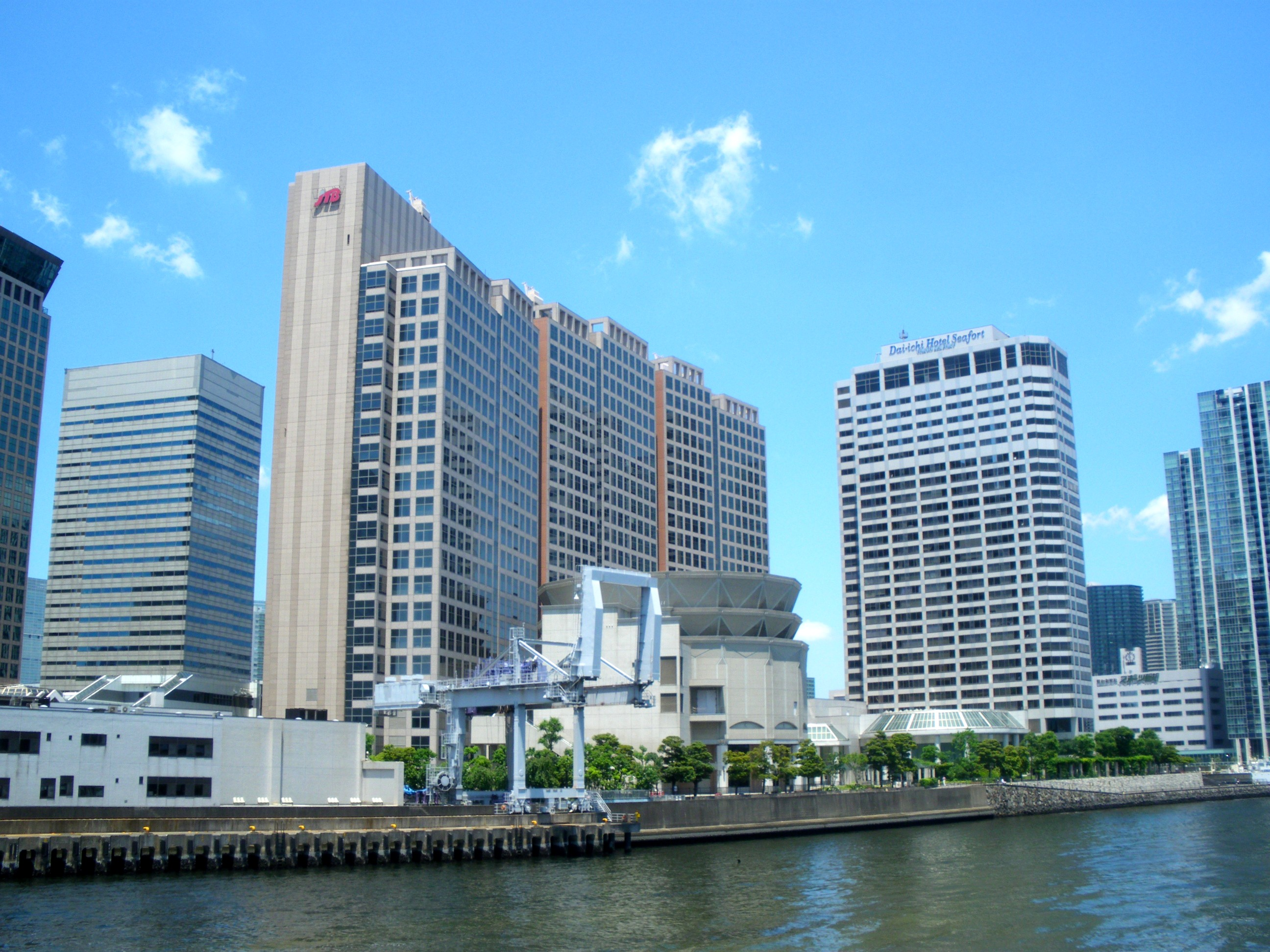
덴노즈아이루

히가시시나가와(일본어: 東品川, ひがししながわ)는 일본 도쿄도 시나가와구의 지명이다. 히가시시나가와 잇초메에서 고초메까지 해당한다.

## 지리
시나가와 구 동부에 위치한다. 북부는 미나토구 고난에 접한다. 동부는 도쿄 항으로 이어지며 히가시야시오와 접한다. 남동부는 게이힌 운하에 접해며 야시오에 접한다. 남부는 도쿄 도 도로 420호 사메즈오야마 선으로 이어지며 히가시오이에 접한다. 서부는 미나미시나가와, 기타시나가와랑 접한다.